# Kvilla
Kvilla är en småort i Torsås socken i Torsås kommun i Kalmar län.